# Langlaufen op de Paralympische Winterspelen 1994
De VIe Paralympische Winterspelen werden in 1994 gehouden in Lillehammer, Noorwegen.
Het Langlaufen staat al vanaf het begin op het programma van de Paralympische Winterspelen. De sport staat onder auspiciën van de Internationaal Paralympisch Comité (IPC). Langlaufen is een sport voor sporters met een lichamelijke handicap aan verschillende ledematen.
Nederland won dit jaar voor het eerst een medaille in het langlaufen. Marjorie van de Bunt won drie maal brons.
5 km klassiek klasse LW6/8/9, 5 km vrij klasse LW6/8/9 en op de 10 km klasse LW6/8/9.

## Mannen
| Rank | Land | Tijd    |
| ---- | ---- | ------- |
| 1    | NOR  | 26:28.4 |
| 2    | FIN  | 26:45.5 |
| 3    | GER  | 27:35.8 |

| Rank | Land | Tijd    |
| ---- | ---- | ------- |
| 1    | NOR  | 50:34.4 |
| 2    | GER  | 51:06.8 |
| 3    | RUS  | 52:34.1 |

### 5 km
| Klasse  |         | land | Goud              | land | Zilver                 | land | Brons                |
| ------- | ------- | ---- | ----------------- | ---- | ---------------------- | ---- | -------------------- |
| B1      | 15:40.6 | NOR  | Terje Loevaas     | NOR  | Magne Lunde            | GBR  | Peter Young          |
| B2      | 14:13.4 | GER  | Frank Hoefle      | SWE  | Torbjoern Ek           | FIN  | Timo Kalevi Lahtinen |
| B3      | 13:55.7 | GER  | Alexander Schwarz | RUS  | Alexandre Nassarouline | RUS  | Nikolai Ilioutchenko |
| LW2/3/9 | 13:55.7 | NOR  | Wiggo Nordseth    | POL  | Jan Kolodziej          | FIN  | Samuli Kaemi         |
| LW4     | 14:10.5 | NOR  | Age Jonsberg      | NOR  | Svein Lilleberg        | GER  | Wolfgang Mahler      |
| LW5/7   | 17:49.1 | GER  | Axel Hecker       | POL  | Marcin Kos             | POL  | Jerzy Szlezak        |
| LW6/8   | 15:09.0 | FIN  | Jouko Grip        | GER  | Thomas Oelsner         | FIN  | Rauno Miettinen      |
| LW10    | 17:51.7 | FRA  | Didier Riedlinger | USA  | Jeff Pagels            | AUT  | Oliver Anthofer      |
| LW11    | 16:00.2 | FIN  | Kari Joki-Erkkila | FIN  | Teuvo Ojala            | FIN  | Seppo Joensuu        |

### 10 km
| Klasse  |         | land | Goud                   | land | Zilver              | land | Brons                |
| ------- | ------- | ---- | ---------------------- | ---- | ------------------- | ---- | -------------------- |
| B1      | 29:42.0 | NOR  | Terje Loevaas          | RUS  | Valeri Kouptchinski | RUS  | Serguei Seleznev     |
| B2      | 24:30.1 | GER  | Frank Hoefle           | RUS  | Valeri Cheloudkov   | RUS  | Herve Le Moing       |
| B3      | 23:53.1 | RUS  | Alexandre Nassarouline | GER  | Alexander Schwarz   | RUS  | Nikolai Ilioutchenko |
| LW2/3/9 | 29:54.0 | GER  | Roland Gaess           | NOR  | Svein Lilleberg     | ITA  | Ernesto Vinante      |
| LW4     | 27:35.5 | NOR  | Aage Joensberg         | FRA  | Andre Favre         | FIN  | Kalervo Pieksaemaeki |
| LW5/7   | 30:16.6 | POL  | Marcin Kos             | GER  | Axel Hecker         | POL  | Jerzy Szlezak        |
| LW6/8   | 26:14.0 | GER  | Thomas Oelsner         | SUI  | Bernhard Furrer     | FRA  | Jean-Yves Arvier     |
| LW10    | 32:06.7 | FRA  | Didier Riedlinger      | USA  | Jeff Pagels         | SUI  | Franco Belletti      |
| LW11    | 29:04.5 | FIN  | Kari Joki-Erkkila      | NOR  | Knut Lundstroem     | FIN  | Teuvo Ojala          |

### 15 km
| Klasse |         | land | Goud              | land | Zilver          | land | Brons             |
| ------ | ------- | ---- | ----------------- | ---- | --------------- | ---- | ----------------- |
| LW10   | 44:42.4 | FRA  | Didier Riedlinger | USA  | Jeff Pagels     | AUT  | Oliver Anthofer   |
| LW11   | 40:20.2 | NOR  | Knut Lundstroem   | GER  | Michael Weymann | FIN  | Kari Joki-Erkkila |

### 20 km
| Klasse  |           | land | Goud                   | land | Zilver               | land | Brons                |
| ------- | --------- | ---- | ---------------------- | ---- | -------------------- | ---- | -------------------- |
| B1      | 1:01:37.1 | NOR  | Terje Loevaas          | RUS  | Valeri Kouptchinski  | NOR  | Magne Lunde          |
| B2      | 54:43.4   | GER  | Frank Hoefle           | FIN  | Timo Kalevi Lahtinen | RUS  | Valeri Cheloudkov    |
| B3      | 53:23.1   | RUS  | Alexandre Nassarouline | RUS  | Nikolai Ilioutchenko | GER  | Alexander Schwarz    |
| LW2/3/9 | 59:02.7   | NOR  | Wiggo Nordseth         | POL  | Piotr Sulkowski      | POL  | Jan Kolodziej        |
| LW4     | 56:00.0   | NOR  | Age Jonsberg           | NOR  | Svein Lilleberg      | FIN  | Kalervo Pieksaemaeki |
| LW5/7   | 1:11:17.3 | POL  | Marcin Kos             | GER  | Axel Hecker          | POL  | Jerzy Szlezak        |
| LW6/8   | 59:02.7   | GER  | Thomas Oelsner         | FIN  | Jouko Grip           | FRA  | Jean-Yves Arvier     |

## Vrouwen
| \| Rank \| Land \| Tijd \| \| ---- \| ---- \| ------- \| \| 1 \| NOR \| 25:46.4 \| \| 2 \| GER \| 26:51.8 \| \| 3 \| RUS \| 27:14.4 \| |      |         |
| Rank | Land | Tijd    |
| 1 | NOR  | 25:46.4 |
| 2 | GER  | 26:51.8 |
| 3 | RUS  | 27:14.4 |

### 2.5 km
| Klasse  |        | land | Goud               | land | Zilver        | land | Brons           |
| ------- | ------ | ---- | ------------------ | ---- | ------------- | ---- | --------------- |
| LW10-11 | 9:58.3 | NOR  | Ragnhild Myklebust | NOR  | Kirsti Hooeen | ITA  | Dorothea Agetle |

### 5 km klassiek
| Klasse  |         | land | Goud               | land | Zilver             | land | Brons                          |
| ------- | ------- | ---- | ------------------ | ---- | ------------------ | ---- | ------------------------------ |
| B1      | 20:04.8 | RUS  | Lubov Paninykii    | RUS  | Irina Selivanova   | DEN  | Anne-Mette Bredahl-Christensen |
| B2      | 18:02.8 | RUS  | Nadejda Tchirkova  | AUT  | Renata Hoenisch    | SWE  | Anne-Lie Gustafsson            |
| B3      | 17:30.0 | RUS  | Alevtina Elessina  | FIN  | Sisko Kiiski       | FIN  | Kaija Tuikkanen                |
| LW2/3/4 | 17:30.0 | GER  | Susanne Ischinger  | AUT  | Gabriele Buchegger | SUI  | Theres Huser                   |
| LW6/8/9 | 17:16.1 | FIN  | Tanja Tervonen     | NOR  | Siw Vestengen      | NED  | Marjorie van de Bunt           |
| LW10-11 | 16:26.8 | NOR  | Ragnhild Myklebust | NOR  | Kirsti Hooeen      | ITA  | Dorothea Agetle                |

### 5 km vrij
| Klasse  |         | land | Goud              | land | Zilver              | land | Brons                |
| ------- | ------- | ---- | ----------------- | ---- | ------------------- | ---- | -------------------- |
| B1      | 18:46.5 | RUS  | Lubov Paninykii   | RUS  | Irina Selivanova    | USA  | Michele Drolet       |
| B2      | 16:19.3 | NOR  | Tone Gravvold     | AUT  | Renata Hoenisch     | RUS  | Nadejda Tchirkova    |
| B3      | 17:30.0 | RUS  | Alevtina Elessina | FIN  | Sisko Kiiski        | FIN  | Kaija Tuikkanen      |
| LW2/3/4 | 18:03.6 | GER  | Susanne Ischinger | SUI  | Theres Huser        | AUT  | Gabriele Buchegger   |
| LW6/8/9 | 14:05.6 | FIN  | Tanja Tervonen    | NOR  | Anne Helene Barlund | NED  | Marjorie van de Bunt |

### 10 km
| Klasse  |         | land | Goud                | land | Zilver            | land | Brons                          |
| ------- | ------- | ---- | ------------------- | ---- | ----------------- | ---- | ------------------------------ |
| B1      | 57:04.3 | RUS  | Lubov Paninykii     | RUS  | Irina Selivanova  | DEN  | Anne-Mette Bredahl-Christensen |
| B2      | 50:54.9 | RUS  | Nadejda Tchirkova   | KAZ  | Lubov Vorobieva   | NOR  | Tone Gravvold                  |
| B3      | 49:35.4 | FIN  | Kaija Tuikkanen     | RUS  | Alevtina Elessina | FIN  | Sisko Kiiski                   |
| LW2/3/4 | 56:03.5 | GER  | Susanne Ischinger   | SUI  | Theres Huser      | POL  | Zenona Baniewicz               |
| LW6/8/9 | 59:27.5 | NOR  | Anne Helene Barlund | FIN  | Tanja Tervonen    | NED  | Marjorie van de Bunt           |
| LW10-11 | 29:45.8 | NOR  | Ragnhild Myklebust  | ITA  | Dorothea Agetle   | NOR  | Kirsti Hooeen                  |

## Deelnemende landen Langlaufen 1994
- NOR
- FIN
- GER
- FRA
- SUI
- USA
- AUT
- ITA
- RUS
- SVK
- BUL
- ESP
- DEN
- CAN
- CZE
- GBR
- KAZ
- BLR
- SWE
- JPN
- LTU
- EST
- POL
- NED

Alpineskiën · Biatlon · Langlaufen · Priksleeën · Sledgehockey
1976 · 1980 · 1984 · 1988 · 1992 · 1994 · 1998 · 2002 · 2006 · 2010 · 2014